# 마쓰다이라 가타노부

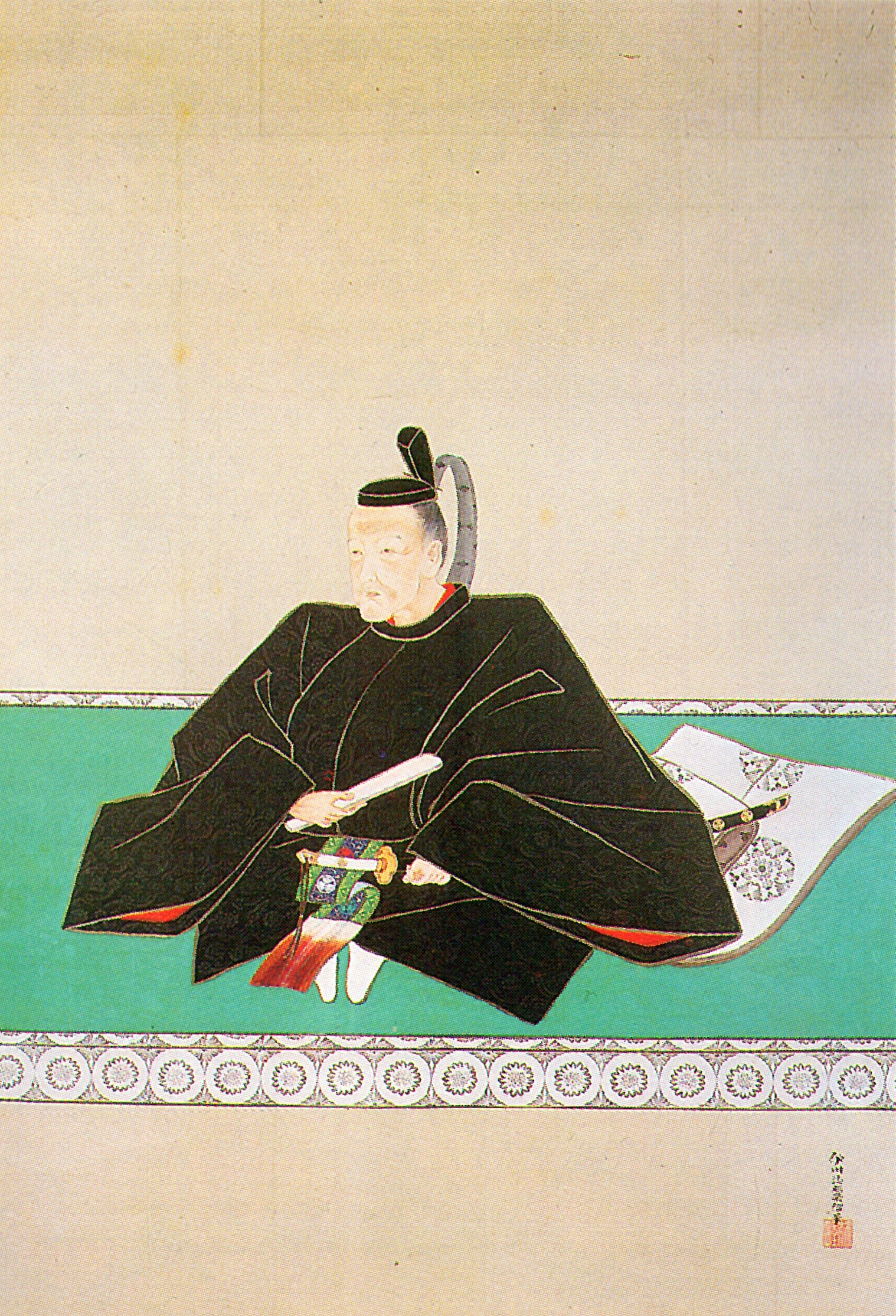
마쓰다이라 가타노부

마쓰다이라 가타노부(일본어: 松平容頌, 1744년 2월 22일 ~ 1805년 8월 23일)는 일본 에도 시대의 다이묘로, 아이즈번의 5대 번주이다. 관위는 종4위하, 히고노카미, 좌중장이다.
간포 4년(1744년), 아이즈 번의 4대 번주 마쓰다이라 가타사다의 맏아들로 태어났다. 간엔 3년(1750년) 11월 12일에 가문을 계승하였고, 호레키 6년(1756년) 9월 15일, 쇼군 도쿠가와 이에시게를 알현하였고, 그해 12월 18일 종4위하, 시종, 히고노카미에 서임되었다. 호레키 9년이 되어서 처음 아이즈로 부임하였다. 호레키 10년 3월 22일, 쇼군 이에시게가 우대신으로 전임되자 상락하여, 그해 4월 25일에 좌소장 직에 임관되었다. 이무렵부터 히코네번주 이이 나오히데와 관위 승진 경쟁을 벌이게 된다. 메이와 2년(1765년)에는 도쿠가와 이에야스의 150주기 때 승진을 노리고 막부에 닛코 사절 참여를 지원했으나, 선례가 없다고 하여 취하되었다. 그러나 그해 10월 15일, 도쿠가와 이에모토의 이발역을 맡으면서 이이 나오히데와 함께 좌중장 직에 임관하였다. 안에이 7년(1778년)에는 정4위하로 승진하였다.
번주가 되었을 때, 재정이 궁핍해진 아이즈 번을 연공 징수 증가를 통해 재건하려 하였으나, 농민 잇키가 발생하는 등 저항에 부딪혀 실패했다. 여기에다 덴메이 대기근으로 번이 큰 피해를 입으면서, 번의 재정은 파탄 직전에 이르렀다. 가타노부는 이러한 난국을 타개하기 위해 덴메이 원년(1781년), 자신보다 6세 연하인 다나카 하루나카를 가로로 등용하고 번정 개혁에 나섰다. 초반에는 하루나카의 등용에 반대한 보수파들의 움직임과 하루나카 자신의 와병으로 인해 개혁이 이루어지지 못했고, 본격적으로 개혁에 돌입한 것은 덴메이 5년부터의 일이었다.
하루나카는 가타노부의 두터운 신임을 등에 업고, 덴메이 7년(1787년)에 번정 개혁의 대강을 발표하였다. 엄격한 검약령과 사치 단속, 황폐한 농촌의 부흥과 지배 강화, 식산흥업 정책과 특산물 매매 장려, 교육 보급 등이 그 주된 내용이었다. 검약령은 특히 엄격히 적용되어, 번주인 가타노부도 이에 협력하기 위해 생활비를 줄이고 산킨코타이에 드는 비용을 삭감하였다. 농촌 부흥 정책에 있어서는 다이칸과 부교들을 농촌으로 파견하여 직접 지도를 담당하게 했고, 균전제도 도입하였다. 특산품으로 밀랍, 옻의 전매화, 양잠과 칠기의 생산제 강화를 시행했다. 또 다른 지역에서 주조업자를 초빙하여 아이즈 특유의 술을 양조, 판매하였다. 그 외에도 인삼, 홍화 재배, 제사, 방직 등에 힘썼다. 간세이 5년(1793년)에는 에도 나카바시에 아이즈 번 산물회소를 설치하여, 번의 상품을 많이 판매해 이익을 남겼다. 이와 같은 일련의 정책들로 번의 재정이 재건될 수 있었다.
가타노부는 교와 3년(1803년)에는 번교 일신관(日新館)을 창설하여 문무를 크게 장려하였는데, 일신관은 번사와 그 자제들은 물론 일반 서민들도 다닐 수 있었다. 또 번사 사와다 나타리를 중심으로 하여 《일신관동자훈》 상하권을 편찬하게 했다. 그리고 호시나 마사유키 시대에 편찬된 《아이즈 풍토기》도 하루나카에 의해 보완되어 《신편 아이즈 풍토기》라 불리게 되었다. 가타노부는 분카 2년(1805년), 62세의 나이로 사망하였다. 원래 사촌 마쓰다이라 가타사다가 양자로 들어와 적자 자리에 있었으나 덴메이 5년에 사망했고, 가타사다의 차남 마쓰다이라 가타오키가 가타노부의 뒤를 이었다.
| 전임 마쓰다이라 가타사다 | 제5대 아이즈번 번주 (호시나 마쓰다이라가) 1750년 ~ 1805년 | 후임 마쓰다이라 가타오키 |